# Abbaye de Mondsee
L'abbaye de Mondsee est une abbaye située à Mondsee en Autriche.

## Historique
L'actuelle église paroissiale de Mondsee, fut naguère l'église de l'abbaye bénédictine. Sa décoration intérieure, somptueuse et baroque, est très largement influencée par le peintre et sculpteur Meinrad Guggenbichler (1649-1723). Elle se vit accorder en 2005 le titre de basilica minor par le Saint-Siège.
Lors de la suppression du monastère en 1791, ses diverses archives furent transférées à la chambre d'enregistrement de Linz, où elles tombèrent pour longtemps dans l'oubli.
Le cartulaire de Mondsee (Mondseer Traditionskodex) est une source essentielle pour l'histoire de la Bavière orientale, du pays de Salzbourg et de la Haute-Autriche pendant les premiers siècles d'existence du monastère. Il contient 135 textes qui remontent jusqu'au milieu du VIIIe siècle apr. J.-C.

## Maître de Mondsee

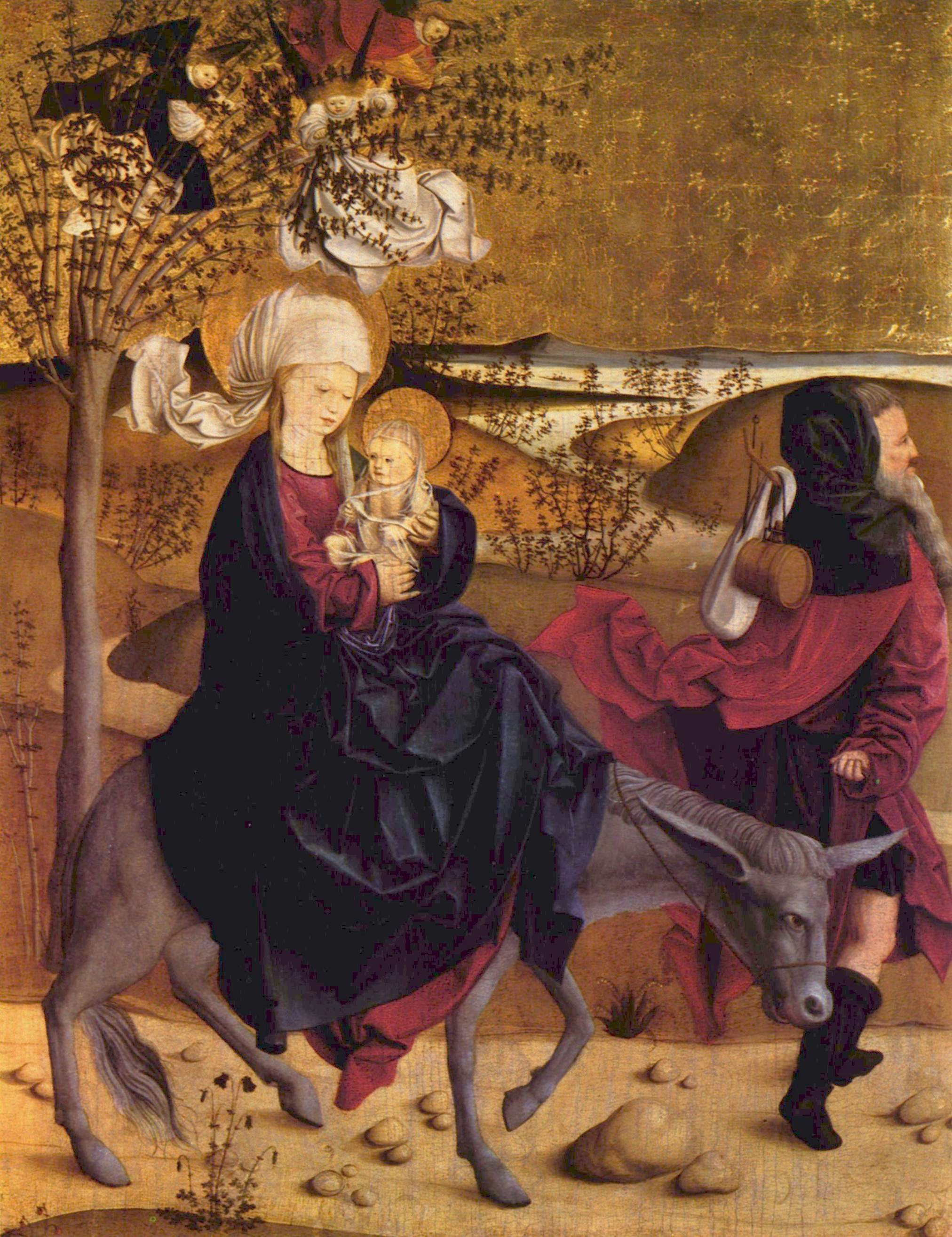
La Fuite en Égypte.

Le Maître du Lac de Mondsee est ainsi appelé en raison de son activité pour le couvent. Son œuvre principale consiste dans les panneaux pour un triptyque, donation du prieur local La Fuite en Égypte, v. 1490-1500. On peut le voir aujourd'hui à la Galerie du Belvedere à Vienne.